# Haïlji

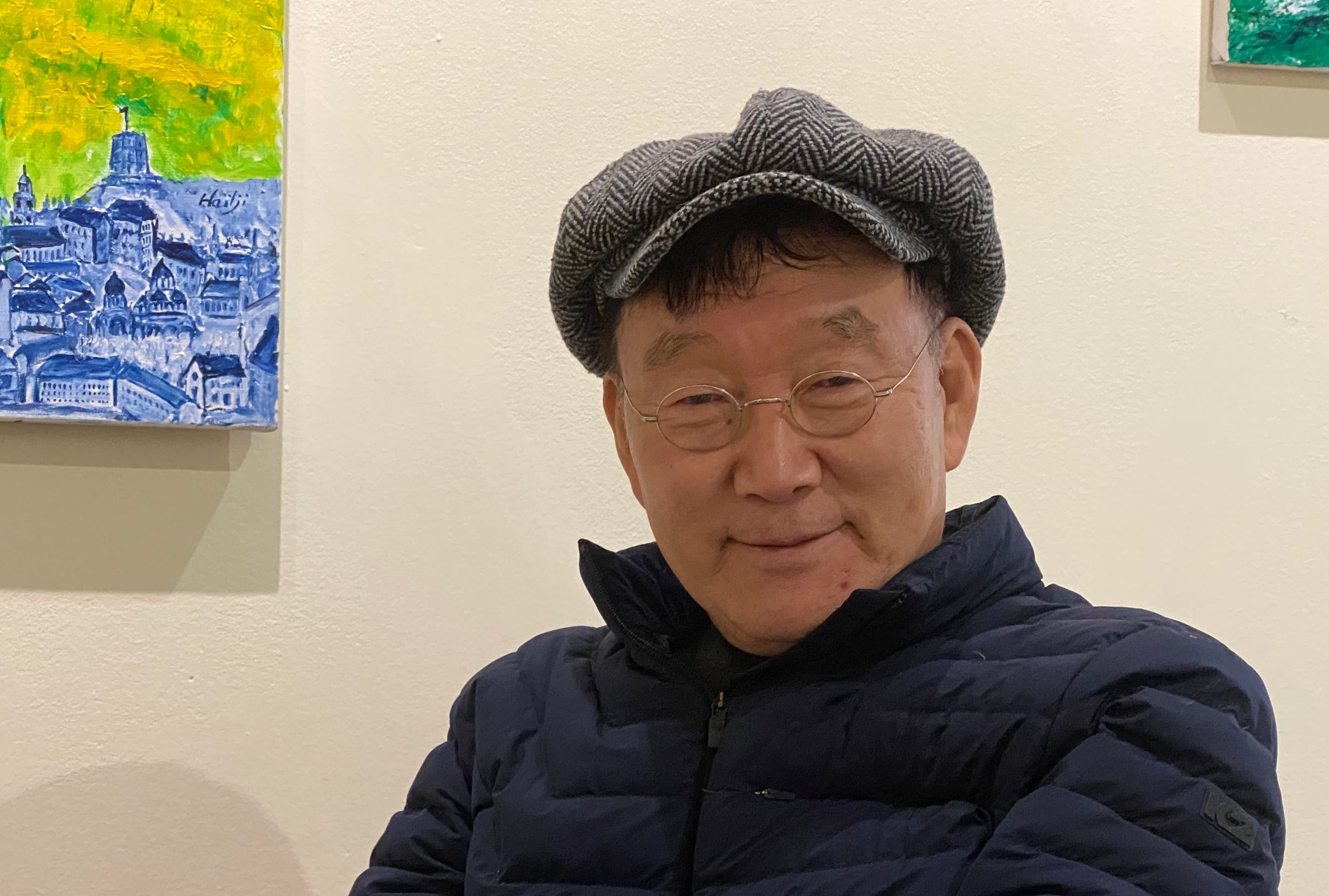
Haïlji, 2021

Haïlji (* 3. Mai 1955 in Kyŏngju, Kyŏngsangbuk-do) ist ein südkoreanischer Schriftsteller.

## Leben
Haïlji, dessen bürgerlicher Name Im Chong-ju ist, wurde am 3. Mai 1955 in Kyŏngju in der Provinz Nord-Kyŏngsang geboren. Er studierte an der Chung-Ang Universität Kreatives Schreiben. Von 1980 bis 1983 war er als Gymnasiallehrer tätig. Im Jahr 1983 ging er nach Frankreich, um sich weiterzubilden. An der Universität Poitiers machte er seinen Master in Französischer Literatur. Im gleichen Fach promovierte er danach an der Universität Limoges. 1989 kehrte er nach Korea zurück.
Er ist als Professor für Kreatives Schreiben an der Dongduk Women’s University tätig.
Seinen ersten Roman Die Straße zur Rennbahn (경마장 가는길) veröffentlichte Haïlji im Jahr 1990. Das umstrittene Werk brachte ihm schnelle Anerkennung, jedoch nicht nur im positiven Sinne. Der Roman handelt von einem koreanischen Intellektuellen, der mehrere Jahre in Frankreich lebte, sich dabei an die westliche Kultur gewöhnte und nach Südkorea zurückkehrte. Es wird beschrieben, wie schwer es ihm fällt, sich wieder in der koreanischen Gesellschaft einzufinden und dass er eine kritische Haltung gegenüber deren Verhaltenskodex und Sitten entwickelt. In den darauffolgenden drei Jahren veröffentlichte Haïlji weitere vier Romane: Für die Rennbahn, Rennbahn an einer Kreuzung, Erlenbaum an der Rennbahn und Was auf der Rennbahn passierte. Alle erschütterten die koreanische Literaturwelt mit ihrem einzigartigen, innovativen Ansatz, Widersprüche im koreanischen Alltag darzustellen. Konservative Kritikerkreise führten eine Serie heftiger Debatten, die als „Rennbahn-Kontroverse“ bekannt sind. Haïljis spätere Werke sind unter anderem charakterisiert durch eine träumerische Atmosphäre und sicherten ihm eine begeisterte Lesergemeinde.
Im Jahr 2009 wurde Republik Užupis veröffentlicht, ein fiktiver Roman über Litauen. Haïlji besuchte Litauen bereits mehrfach und ließ sich vor allem von der Hauptstadt inspirieren. 2013 wurde das Buch ins Litauische übersetzt. Die besondere Verbindung des Autors zu Litauen zeigt sich auch in der langen Freundschaft mit dem litauischen Lyriker Kornelijus Platelis.
Viele von Haïljis Werken wurden für Filme oder Theaterstücke verwendet. So wird dem Schriftsteller auch eine wichtige Rolle für die Entwicklung des modernen koreanischen Kinos zugesprochen. Weiterhin ist Haïlji im Bereich Lyrik tätig und veröffentlichte seine Werke nicht nur auf Koreanisch, sondern auch auf Englisch (Blue meditations of the clocks) und Französisch (Les hirondelles dans mon tiroir).

## Arbeiten

### Koreanisch
- 경마장 가는길 Die Straße zur Rennbahn. 1990, ISBN 89-374-0421-4.
- 경마장을 위하여 Für die Rennbahn. 1991.
- 경마장은 네거리에서 Rennbahn an einer Kreuzung. 1991.
- 경마장의 오리나무 Erlenbaum an der Rennbahn. 1992, ISBN 89-374-0044-8.
- 경마장에서 생긴 일 Was auf der Rennbahn passierte. 1993, ISBN 89-374-0140-1.
- 그는 나에게 지타를 아느냐고 물었다 Er fragte, ob ich Chita kenne. 1994, ISBN 89-338-0055-7.
- 워험한 알리바이 Gefährliches Alibi. 1995, ISBN 89-338-0076-X.
- 아라비안 나이트 Arabische Nacht. (1997–1998), 5 Bände
- 새 Vogel. 1999, ISBN 89-374-0324-2.
- 진술 Statement. 2000, ISBN 89-320-1198-2.
- 마노 카비나의 추억 Erinnerung an Mano Cabina. 2002, ISBN 89-374-0381-1.
- 영원히 목마르고 영원히 젊은 Für immer durstig, für immer jung. 2008, ISBN 978-89-374-8190-1.
- 우주피스 공화국 Republik Užupis. 2009, ISBN 978-89-374-8255-7.
- 손님 Gast. 2012, ISBN 978-89-374-8578-7.

Gedichtsammlungen
- 시계들의 푸른 명상 Blaue Meditation der Uhren. 1994, ISBN 89-374-0576-8.
- 내 서랍속의 제비들 Die Schwalben in meiner Schublade. 2010, ISBN 978-89-374-8325-7.

Sachbücher
- 소설의 거리에 관한 하나의 이론 Eine Theorie über den Weg des Romans. 1991.
- 나를 찾아서 Meine Identität entdecken. 2006, ISBN 89-374-2560-2.

Fremdsprachliche Werke
- Les hirondelles dans mon tiroir. Librairie-galerie Racine, 2003, ISBN 2-243-04059-X.
- Blue meditations of the clocks. Pine Press, 1994.

### Übersetzungen

#### Spanisch
- La confesión. (진술), Verbum 2011